# NGC 375
NGC 375 é uma galáxia elíptica (E2) localizada na direcção da constelação de Pisces. Possui uma declinação de +32° 20' 55" e uma ascensão recta de 1 horas, 07 minutos e 05,8 segundos.
A galáxia NGC 375 foi descoberta em 1 de Dezembro de 1874 por Lawrence Parsons.